# Ролан Прету, Франсишку
Франси́шку де Барсе́луш Рола́н Пре́ту (порт. Francisco de Barcelos Rolão Preto; 12 февраля 1893, Гавиан — 18 декабря 1977, Лиссабон) — португальский журналист и политик, монархист и национал-синдикалист. Участник вооружённой борьбы против Первой республики. Основатель Движения национал-синдикалистов, лидер португальского фашизма. Противник Антониу ди Салазара и Нового государства, активист демократической оппозиции. После революции 1974 один из учредителей Народной монархической партии.

## Монархист-интегралист
С подросткового возраста Франсишку Ролан Прету являлся убеждённым националистом, интегралистом и сторонником монархии. В то же время он был склонен к неконтролируемой политической активности и с 14 лет находился под надзором полиции. Ещё школьником он враждебно отнёсся к республиканской революции 1910 года. Эмигрировал в Испанию, в Галисии примкнул к вооружённым формированиям монархиста Пайва Коусейру. Участвовал во вторжениях монархистов в Португалию в 1911 и 1912 годах.
После поражения от республиканских правительственных войск Франсишку Ролан Прету перебрался в Бельгию, затем во Францию. Редактировал издание Лузитанского интегрализма Alma Portuguesa — Португальская душа. Учился в Лёвенском католическом университете, в годы Первой мировой войны окончил Тулузский университет. Много общался с ведущими деятелями французского национализма — Шарлем Моррасом, Леоном Доде (монархисты), Морисом Барресом (республиканец).
В 1917 году возвратился в Португалию. Работал в интегралистской газете Acção realista («Реалистическое действие»), редактировал газету Monarquia («Монархия»). Тесно сотрудничал с ведущими лидером лузитанского интегрализма Иполиту Рапозу, Антониу Сардинья, Адриану Пекиту Ребелу. После убийства президента Сидониу Паиша Ролан Прету пытался поднять военный мятеж за восстановление монархии.
Франсишку Ролан Прету глубоко проникся идеологией национал-синдикализма. При этом он оставался монархистом, поскольку концепция лузитанского интегрализма совмещала национализм, монархизм, традиционализм и синдикализм. Состоял в центральном руководстве интегралистского движения.

## Национал-синдикалист
Франсишку Ролан Прету решительно поддержал военный переворот 1926 года. Сотрудничал с генералом Гомиш да Кошта, составлял и редактировал его политические документы. В начале 1930-х активно участвовал в движении «сидонистов» — политических продолжателей Сидониу Паиша.
В феврале 1932 года Ролан Прету начал издавать национал-синдикалистскую газету Revolução («Революция»), выступавшую с откровенно фашистских позиций, приветствовавшую приход национал-социалистов к власти в Германии. В 1933 году Ролан Прету основал и возглавил Движение национал-синдикалистов (MNS, также Camisas Azuis — «Голубые рубашки») — «антидемократическое, антикоммунистическое, антибуржуазное, антипарламентарное, националистическое, корпоративистское и семейное».
Ультраправые и фашистские черты идеологии Ролана Прету соединялись с революционным синдикализмом, популизмом и католической социальной доктриной. Он выступал не только за восстановление монархии и военно-революционный режим (в духе Жоакима Моузинью и Поколения 1895 года), но и требовал широких профсоюзных прав, повышения заработков, социальных гарантий трудящимся. Своим «великим учителем» Ролан Прету называл Жоржа Сореля.
Многое заимствовалось от итальянского фашизма применительно к португальским условиям. Это касалось как идеологии (корпоративизм), так и символики (партийным приветствием был римский салют). Ролан Прету рассматривается как лидер португальского фашизма. В то же время он достаточно настороженно относился к фашизму и особенно к нацизму — поскольку выступал против тоталитарного «обожествления государства».
На акциях MNS регулярно появлялись делегации итальянской фашистской партии и германской НСДАП. На одном из митингов в Лиссабоне присутствовал Итало Бальбо. По образцу чернорубашечников и отчасти штурмовиков португальские национал-синдикалисты сформировали свои силовые группы, ведущая из которых называлась Чёрной бригадой. В движении формировался вождистский культ Chefe — Франсишку Ролана Прету. Манифестации MNS регулярно оборачивались столкновениями с полицией.

## Конфликты с режимом
В 1932 году правительство Португалии возглавил Антониу ди Салазар. В 1933 году вступила в силу Конституция Нового государства. Политический плюрализм ликвидировался, лояльные политические структуры объединялись в Национальный союз (UN), все остальные запрещались как антигосударственные. Результатом стал раскол MNS: умеренная часть поддержала новый режим, приняла официальную версию лузитанского интегрализма и вступила в UN.

В рамках «нового государства» несколько лет существовало и «чисто фашистское» движение — национал-синдикализм, продолжающий традиции социального инегрализма. К 1934 г. оно завоевывает около 50 тыс. последователей, имеет больше десятка печатных органов. После личного конфликта вождей национал-синдикализма с Салазаром движение было распущено и влилось в ’’Национальный союз". Режим использовал часть бывших национал-синдикалистов для контактов с европейскими фашистскими партиями. В декабре 1934 г. видный национал-синдикалист Эса де Кейрош представляет Португалию на международной фашистской конференции в Монтре (Швейцария).— 
Франсишку Ролан Прету был решительным противником Салазара (в его отношении к диктатору замечались черты личной ненависти). В своих выступлениях он резко критиковал его за установление диктатуры, особенно за однопартийную систему Национального союза. Пропаганда MNS призывала к разделу богатств, превозносила рабочий класс как опору национал-синдикализма. Политическая полиция PDVE характеризовала Ролана Прету как «белого коммуниста».
За обращение к президенту Кармоне с предложением сформировать новое правительство Ролан Прету был арестован 10 июля 1934 года и выслан в Испанию. 29 июля 1934 года Салазар, после серьёзной консультации с директором PDVE Агоштинью Лоренсу, запретил деятельность MNS. Своё решение Салазар мотивировал ориентацией MNS «на иностранные образцы» (имелся в виду прежде всего итальянский фашизм), «возвышение молодёжи» и культ насильственного «прямого действия».
В Испании Ролан Прету сошёлся с Хосе Антонио Примо де Ривера, участвовал в написании программы Испанской фаланги. В начале 1935 года он вернулся в Португалию и 10 сентября того же года попытался организовать переворот при поддержке нескольких воинских и флотских частей: был захвачен военный корабль Bartolomeu Dias, поднят бунт в Пенья-ди-Франса. Мятеж был подавлен, Франсишку Ролан Прету и его ближайший соратник Алберту Монсараш вновь высланы в Испанию. В 1936—1939 годах Ролан Прету участвовал в испанской гражданской войне на стороне фалангистов. В 1942 году снова возвратился в Португалию.

## Демократ
После Второй мировой войны Франсишку Ролан Прету пережил серьёзное разочарование в фашизме, которое отразил в книге A Traição Burguesa — Буржуазное предательство. Крах фашизма и нацизма Ролан Прету объяснил отходом от революционных истоков, сговором с буржуазной элитой, отрывом от масс.

Многие представители португальской интеллигенции (в особенности молодежь), которые в 30-е годы пошли за национал-синдикалистской пропагандой, довольно скоро разочаровались не только в салазаризме, но в фашизме вообще. Некоторые из них (в том числе сам лидер национал-синдикалистов Ролан Прету) в 50-х годах примкнули к антифашистскому лагерю.

Послевоенный режим «Нового государства» допускал некоторую политическую либерализацию, особенно в предвыборные периоды. Франсишку Ролан Прету присоединился к Движению демократического единства, выступал против Салазара с общедемократических позиций. На президентских выборах 1958 года поддерживал Умберту Делгаду, причём опубликовал в его поддержку большую статью в левой республиканской газете (ранее он участвовал в избирательных кампаниях таких кандидатов, как Жозе Нортон ди Матуш и Франсишку Кравейру Лопиш).
Ролан Прету продолжал пропагандировать монархизм и национал-синдикализм, но теперь с демократическими акцентами. В 1969—1970 годах был одним из организаторов Народного монархического движения, Монархического избирательного комитета и Монархической конвергенции. По списку монархистов баллотировался на выборах 1969 года — правительство возглавлял уже не Антониу ди Салазар, а Марселу Каэтану — но избран не был.
В 1972 году Франсишку Ролану Прету написал открытое письмо премьер-министру Каэтану, в котором предупредил: если правительство будет сохранять запрет оппозиции, неизбежно революционное свержение режима.

## После революции
Франсишку Ролан Прету поддержал Революцию гвоздик 25 апреля 1974 года. В одном из интервью он сказал, что ждал этой революции 45 лет. Ролан Прету стал одним из основателей Народной монархической партии (PPM). До конца жизни возглавлял Конгресс PPM.
Скончался Ролан Прету в 1977 году в возрасте 84 лет.

## Память
10 февраля 1994 года президент Португалии Мариу Суареш посмертно наградил Франсишку Ролана Прету Большим крестом ордена Инфанта дона Энрике — «за глубокую любовь к свободе».
Политическая биография Ролана Прету изложена в работе историка и политолога Антониу Кошта Пинту Os Camisas Azuis e Salazar — Rolão Preto e o Fascismo em Portugal — Голубые рубашки и Салазар — Ролан Прету и фашизм в Португалии.
В 2015 году издано в двух томах полное собрание сочинений Франсишку Ролан Прету.

## Семья
Франсишку Ролан Прету был женат, имел сына и дочь. Жоаким Жозе Ролан Прету — внук Франсишку Ролана Прету — известный спортсмен и футбольный тренер.